# Donč
Donč (Donch) (* Slovensko) byl zemský hodnostář, magistr, magnát, diplomat, administrátor, královský poradce a vojevůdce.

## Životopis
Předek rodu Balaša. Od roku 1317 župan Zvolenské župy, do které tehdy patřil i Liptov, Turiec a Orava, od roku 1337 i komárňanské stolice. Podporoval rozvoj hornictví a rozšiřování městských výsad a udělování nových. V roce 1323 v doprovodu Karla Roberta navštívil papežský dvůr papeže Jana XXII. v Avignonu, kde se seznámil s gotickou architekturou stal se jejím podporovatelem a šiřitelem. Zasloužil se i o přestavbu kostela v Banské Bystrici v gotickém slohu. Účastník bitvy u Rozhanovců na straně krále. Vyvázl s těžkými zraněními a za zásluhy dostal od krále úřad zvolenského velkožupana. Později zastával i úřad liptovského, zemplínského a komárenského župana. Majitel hradů a panství ve Zvolenu, Likavě, Slovenské Ľupči, Dobré Nivě a v Oravě. Výměnou za jeho dědičné majetky v Oravě dostal od krále Karla I. Roberta hrady Čakovec a Štrigov v Chorvatsku, které následně v roce 1334 vyměnil za hrad a panství Komárno. V roce 1330 byl členem soudního tribunálu, který nařídil potrestat rod Feliciana Zacha až do třetího pokolení za účast na nezdařeném atentátu na krále Karla I. Roberta.

## Donč v kultuře
Jeho život inspiroval Ladislava Nádaši-Jégého k napsání povídky Magister rytíř Donč (r. 1926) a Josefa Cíger-Hronského k napsání románu Král sokolů (r. 1932).

## Donč, stavitel hradů
Magister Donč byl velkým stavitelem hradů na středním Slovensku. Mnoho hradů postavil ale i přestavěl a opravil, mezi nimi i Sklabinský hrad, hrad Liptovský Hrádok, hrad Dobrá Niva, a mnohé další. Zvolenský Pustý Hrad, na kterém se narodil, dal přestavět a více opevnit.

## Rodina
- otec Dominik
- syn hrabě Štefan Kunch
- syn Ladislav
- syn Jan
- syn Mikuláš, Šarišský župan

(Zdroj: listina liptovského registru z roku 1325)